# Marcel Petiot
Marcel Petiot (Auxerre, 1897. január 17. – Párizs, 1946. május 25.) francia orvos, sorozatgyilkos, a második világháború után a La Santé börtönben kivégezték.

## Ifjúsága
Gyerekkorában számos oktatási intézményből eltanácsolták antiszociális viselkedése miatt. Tinédzserkorában ellopta egy postaláda tartalmát, amiért megvádolták közvagyon megrongálásával és idegen javak eltulajdonításával. Az első világháborúban önkéntesként jelentkezett a francia hadseregbe. A harcokban megsérült és gáztámadáson is átesett, emiatt idegösszeroppanást kapott. Több egészségügyi intézményben is megfordult, de ismét lebukott, amikor kisebb értékeket, köztük morfiumot lopott. 1918-ban visszaküldték a frontra. Miután állítólag megsebesítette a saját lábát egy gránáttal, leszerelték, és rokkantsági nyugdíjat kapott.

## Orvosként
A háború után beiratkozott a veteránoknak indított képzési programba, és mindössze nyolc hónap alatt elvégezte az orvosi iskolát. Gyakornoki idejét egy elmegyógyintézetben töltötte. 1921-ben orvossá nevezték ki, és Villeneuve-sur-Yonne-ba költözött, ahol praktizálni kezdett. Újabb kisebb lopásokat követett el, illetve illegális abortuszokat hajtott végre és narkotikumokat alkalmazott egyes kezelések során. 1926-ban megválasztották a település polgármesterének. A pozícióból, sikkasztás, lopás és gyanús üzleti döntések miatt felfüggesztették, később lemondott. Mindezek ellenére sok támogatója volt, és a városi tanács, szimpátiája kifejezéseként, vele együtt lemondott. 1932-ben áramlopással vádolták meg, de ebben az időben már Párizsban élt, ahol hamis okiratok révén sikerült komoly ügyfélkört kiépítenie. Továbbra is terjedtek róla a szóbeszédek, hogy illegális abortuszokat végez, illetve függőségeket okozó szereket alkalmaz kezelései során. 1936-ban megkapta a jogát annak, hogy halotti bizonyítványokat állítson ki.

## A sorozatgyilkos
Első gyilkosságát valószínűleg 1926-ban egy idős páciensének lánya ellen követte el, akivel viszonya volt. A nő hirtelen eltűnt, az ügyében nyomozó rendőrség azonban, bűncselekmény gyanújának hiányában, hamar lezárta az ügyet. Franciaország 1940-es megszállása után Petiot hamis igazolásokat állított ki francia állampolgároknak, hogy elkerüljék a kényszermunkát Németországban. Narkotikumok túladagolása miatt elítélték, két ember, aki ellene vallott volna, eltűnt. Az orvos büntetése 2400 frank volt.
A háború alatt Petiot első számú bevételi forrása a német megszállás elől menekülőknek ígért segítség voltː azt ígérte, 25 ezer frankért segít megszökni a hozzá fordulóknak Franciaországból. A leendő áldozatokat három segítője irányította hozzá. A menekülni akarók között, mások mellett voltak zsidók és az ellenállás résztvevői is. A házába érkezőknek át kellett esniük egy "védőoltáson", a fecskendőben azonban kálium-cianid volt. Petiot a meggyilkolt embereket kifosztotta, holttestüket eltüntetteː először a Szajnába dobta őket, majd áttért az égetett mészbe merítésre és/vagy az elhamvasztásra.
1944 februárjában a szomszédok bűzre és sűrű, az orvos házának kéményéből áradó füstre panaszkodtak. A rendőrök, kéménytűztől tartva, riasztották a tűzoltókat, akik az alagsorban rábukkantak a kazánra, amelyben emberi maradványok égtek. Szintén emberi maradványokra bukkantak az udvarban ásott, mésszel feltöltött gödörben és egy szövetzsákban is. Az ingatlant átkutatva rábukkantak az áldozatok bőröndjeire, személyes tárgyaira és ruháira. Ennek ellenére Petiot-t nem vádolták meg.
Párizs felszabadulása után az orvos több álnevet használt, és a kémelhárítás kapitányaként rabokat hallgatott ki. Végül egy újságban információk jelentek meg a bűncselekményiről. Akkor álnevén, Valeriként csatlakozott a saját maga után folyó hajtóvadászathoz. Lebukásához az vezetett, hogy felismerték a párizsi metró egyik állomásán. Egy pisztolyt, 31 ezer 700 frankot és ötven különböző személyazonossági iratot találtak nála.
Tárgyalása 1946 októberében kezdődött, legalább 27 ember ellen elkövetett rablógyilkossággal vádolták meg. Áldozatainak rokonai 12 ügyvédet fogadtak fel. Petiot kigúnyolta az ügyvédeket, és azt állította, hogy áldozatai a nácikkal együttműködő kollaboránsok vagy kettősügynökök voltak. Tizenkilenc ember megölését elismerte a 27-ből. Azt mondta, összesen 63 "ellenséget" gyilkolt meg. A férfit bűnösnek mondta ki az esküdtszék, és 1946. májusban nyaktilóval kivégezték.